# Strzelectwo na Letnich Igrzyskach Olimpijskich 1908 – karabin małokalibrowy, znikająca tarcza, 25 jardów
Strzelanie z karabinu małokalibrowego do znikającej tarczy z 25 jardów, było jedną z konkurencji strzeleckich na Letnich Igrzyskach Olimpijskich 1908. Zawody odbyły się w dniu 11 lipca. W zawodach uczestniczyło 22 zawodników z 5 państw.
Zawodnicy strzelali do obiektu znikającego o wymiarach 4 cale wysokości na 1,5 cala szerokości. Strzelano z odległości 25 jardów. Obiekt był widoczny przez 3 sekundy i niewidoczny przez 5. Obiekt pojawiał się 15 razy. Trafienie powyżej 2/3 figury było punktowane za 3 a inne trafienia za 1 punkt. Maksymalna liczba punktów do zdobycia wynosiła 45.
Ośmiu zawodników zdobyło maksymalną liczbę punktów. Sposób wyłonienia zwycięzcy jest nieznany.

## Wyniki
| Miejsce | Zawodnik               | Wynik |
| ------- | ---------------------- | ----- |
| 1       | William Styles         | 45    |
| 2       | Harold Hawkins         | 45    |
| 3       | Edward Amoore          | 45    |
| 4       | William Milne          | 45    |
| 5       | James Milne            | 45    |
| 6       | Arthur Wilde           | 45    |
| 7       | Vilhelm Carlberg       | 45    |
| 8       | Harry Humby            | 45    |
| 9       | Eric Carlberg          | 42    |
| 9       | John Fleming           | 42    |
| 9       | Maurice Matthews       | 42    |
| 9       | Edward Newitt          | 42    |
| 9       | Otto von Rosen         | 42    |
| 9       | Frans-Albert Schartau  | 42    |
| 15      | Johan Hübner von Holst | 39    |
| 15      | William Pimm           | 39    |
| 15      | Philip Plater          | 39    |
| 18      | Willam Hill            | 36    |
| 19      | André Mercier          | 30    |
| 19      | Walter Winans          | 30    |
| 21      | Léon Johnson           | 24    |
| 22      | Léon Tétart            | 21    |